# Френсіс Бідл
Френсіс Беверлі Бідл (англ. Francis Beverley Biddle; 9 травня 1886 — 4 жовтня 1968) — американський юрист і суддя, Генеральний прокурор США під час Другої світової війни. Він також був головним американським суддею під час Нюрнберзького процесу після Другої світової війни та окружним суддею Апеляційного суду третього округу.

## Життєпис
Френсіс Беверлі Бідл народився 9 травня 1886 року у Парижі, Франція, в сім'ї Елджернона Сідні Бідла та Френсіс Робінсон Бідл. Бідли були видатною філадельфійською родиною. Батько Френсіса Алґернон був юристом, який побудував дуже успішну приватну юридичну практику, а також був викладачем у Пенсільванському університеті.
Френсіс відвідував Гротонську академію у Гротоні, Массачусетс (зараз — Лоуренсівська академія) з 1899 по 1905 рік. У 1909 році Бідл здобув ступінь бакалавра мистецтв з відзнакою у Гарвардському університеті, а у 1911 році — ступінь доктора права з відзнакою з Гарвардської школи права. Після закінчення Гарвардської школи права, протягом одного року (1911—1912) Бідл був помічником судді Верховного суду США Олівера Голмса. У 1912 році Бідл переїхав до Філадельфії, Пенсільванія, став членом адвокатської колегії Пенсільванії та розпочав роботу у філадельфійській юридичній фірмі, заснованій його батьком, Biddle, Paul & Jayne.
У цей час Бідл починає цікавитись політикою. У 1912 році він підтримував кандидатуру Теодора Рузвельта від Прогресивної партії США на посаду президента США. Він також безуспішно балотувався до Сенату штату Пенсільванія. У 1916 році він був делегатом на з'їзді Прогресивної партії. Він розчарувався, коли керівництво партії проголосувало за розпуск і схвалило кандидатуру від Республіканської партії в президенти США.
У 1917 році Бідл перейшов працювати до іншої філадельфійської юридичної фірми — Barnes, Biddle & Myers. Він спеціалізувався на корпоративному праві. Працюючи в Barnes, Biddle & Myers, він захищав пенсільванську залізничну компанію Pennsylvania Railroad у справах про нещасні випадки. У 1918 році Бідл одружився з Кетрін Ґаррісон Чапін, яка стала відомою поетесою. Влітку 1918 року Бідл мобілізувався до армії та почав навчання, щоб стати офіцером артилерії, але Перша світова війна закінчилася до того, як він міг піти на військову службу. Після звільнення з армії Бідл повернувся до юридичної практики, ставши партнером Barnes, Biddle and Myers у 1922 році. У тому ж році він перервав свою приватну юридичну практику, щоб протягом трьох років працювати помічником федерального окружного прокурора США у східному окрузі Пенсільванії. Після цього Бідл повернувся до приватної юридичної практики, завдяки розширенню якої він став активним у місцевій адвокатській колегії, а також у колегії штату. Зокрема, він був членом ради Пенсільванської адвокатської колегії, а також членом окружної екзаменаційної ради адвокатської колегії.
Хоча початково Бідл був республіканцем, у 1932 році він перемкнувся на підтримку Демократичної партії. Зокрема, він агітував проти переобрання Герберта Гувера у 1932 році, і натомість підтримав Франкліна Рузвельта, з яким він навчався у Гротонській академії, а також у Гарвардському університеті. У лютому 1934 року Бідл прийняв пропозицію стати членом комісії, створеної для розслідування стану справ у сфері промисловості з видобування вугілля та заліза. У листопаді 1934 року Бідла призначили Головою Національної ради з трудових відносин. Призначенню Бідла противився Голова Американської трудової федерації на тій підставі, що Бідл був юристом залізничної компанії Pennsylvania Railroad, Great Atlantic & Pacific Tea Company, а також інших корпорацій. Бідл очолював Національну раду з трудових відносин до 1935 року, після чого повернувся до приватної юридичної практики.
Бідл повернувся до державної служби у 1938 році, коли він погодився допомогти, як головний радник, у розслідуванні Конгресу звинувачень у корупції та недобросовісній конкуренції у федеральній корпорації Теннессі Веллі Ауторіті (TVA). Слідча група, яку він очолював, чітко спростувала ці звинувачення та відновила репутацію TVA, а пізніше Бідл охарактеризував відновлення імені TVA як свій найбільший внесок у Новий курс — політики централізації та планування, що запроваджувалась Франкліном Рузвельтом. У 1938—1939 роках він також працював директором класу С і заступником голови Федерального резервного банку.
У 1939 році Франклін Рузвельт, за рекомендацією тодішнього Генерального прокурора США Френка Мьорфі, номінував Бідла на посаду федерального судді Апеляційного суду Третього округу, всупереч рекомендації сенатора Джозефа Ґаффі, який рекомендував на посаду федерального судді іншу людину. У пресі натякали, що таким чином Рузвельт продемонстрував своє незадоволення тим, що раніше Ґаффі не підтримав іншого кандидата на посаду федерального суді, номінованого Рузвельтом. Крім того, у пресі також писали, що такий крок був частиною тактики Рузвельта «карати» сенаторів, які не повністю підтримують його президентські програми, а також винагороджувати тих, хто стовідсотково підтримує Новий курс. 27 лютого 1939 року Юридичний комітет Сенату затвердив призначення Бідла на посаду федерального судді.
Бідл недовго пропрацював федеральним суддею: 4 січня 1940 року Франклін Рузвельт номінував Бідла на пост Генерального соліситора США — юриста, який захищає уряд США у Верховному суді США. 15 січня 1940 року Юридичний комітет Сенату затвердив призначення Бідла на посаду Генерального соліситора США. Коли тодішнього Генерального прокурора США Роберта Джексона призначили суддею Верховного суду США, Бідл став виконуючим обов'язки Генерального прокурора. Крім того, У 1940 році Бідл очолив Службу імміграції та натуралізації. На додаток, Бідл допоміг скласти заяву Рузвельта на підтримку Закону Сміта, на підставі якого переслідувались лідери Комуністичної партії США. Пізніше Бідл жалкував про те, що підтримав цей закон.
25 серпня 1941 року Рузвельт номінував Бідла на посаду Генерального прокурора США. New York Times схвально писала про номінацію Бідла, називаючи його людиною з «чітким, відкритим та незалежним розумом» та зазначаючи, що ліві називають його занадто консервативним, а праві — занадто радикальним, що на думку видання, означало гарну репутацію. Водночас журнал Time називав Бідла «лібералом з джентльментським походженням», який був «гострим мечем» у запровадженні політики Нового курсу. 3 вересня 1941 року Юридичний комітет Сенату схвалив кандидатуру Бідла на посаду Генерального прокурора. На слуханнях щодо його призначення, виникло питання щодо ролі Бідла у нібито прослуховуванні у ньюпортському готелі Гаррі Бріджеса, голови профспілкової організації Конгрес промислових профспілок (англ. Congress of Industrial Organizations). Бідл заперечував, що знав щось про нібито прослуховування Бріджеса та зазначив, що він підтримував прослуховування як метод у справах про шпигунство або викрадення людей, але тільки в обмежених рамках та зі спеціальним дозволом від Генерального прокурора.
У квітні 1945 року помер Франклін Рузвельт, і таким чином, колишній віце-президент Гаррі Трумен став президентом США. На прохання Трумена Бідл пішов у відставку з посади Генерального прокурора США в червні 1945 року. У своїх мемуарах Трумен стверджував, що звільнення Бідла було добровільним, але відповідно до Бідла, він пішов під тиском. У вересні 1945 року Трумен оголосив про призначення Бідла суддею у Нюрнберзькому процесі. У 1947 році Трумен номінував Бідла на посаду представника США у Економічній та соціальній раді ООН, але Сенат, який на той час контролювався республіканцями, відмовився ухвалювати кандидатуру Бідла, оскільки, на думку республіканців, він був занадто ліберальним. Кандидатуру Бідла вилучили зі списку кандидатів на посаду.
З 1950 до 1953 року Бідл був головою політичної організації Американці за демократичні дії (англ. Americans for Democratic Action). У 1955 році Бідл став головою Комісії зі створення меморіалу Франкліна Рузвельта, і залишався на цій посаді протягом 10 років. У 1961 році Бідла призначили головою національного комітету Американської спілки захисту громадянських свобод. Він помер 4 жовтня 1968 року у своєму літньому будинку на півострові Кейп-Код.

## Діяльність на посаді Голови Національної ради з трудових відносин
За короткий строк перебування на посаді Голови Національної ради з трудових відносин Бідл відзначився в основному тим, що постійно боровся із Міністерством юстиції США за примусове виконання рішень Національної ради. За тодішнім законодавством тільки юристи Міністерства юстиції США були уповноважені домагатись у суді виконання рішень Національної ради з трудових відносин. Бідл часто сперечався із тодішнім Генеральним прокурором США Гомером Каммінґсом через затягування Міністерством юстиції забезпечення виконання рішень Національної ради. Каммінґс знаходив недоліки в кожній справі, підготовленій Національною радою, і подавав до суду лише незначну частину справ Національної ради. Виступаючи у Комітеті з трудових відносин Сенату, Бідл зазначив, що за два роки функціонування Національної ради, Міністерство юстиції домагалось судового виконання менше ніж 10 відсотків рішень Національної ради.

## Діяльність на посаді судді Апеляційного суду Третього округу
Коли Бідла призначили суддею Апеляційного суду Третього округу, під юрисдикцією суду знаходились штати Пенсільванія, Делавер та Нью-Джерсі. За короткий строк перебування Бідла на посаді судді, він розглядав здебільшого господарські та цивільні справи, а саме, спори щодо трастів, інші майнові спори, а також справи про тілесні ушкодження. Крім того, Бідл розглядав й адміністративні справи, а саме, спори із Національною радою з трудових відносин, колективні трудові спори, та податкові спори.
У спорі між Національною радою з трудових відносин та компанією Swank Products, Бідл ухвалив рішення на користь Swank Products. У цій справі Національна рада намагалась запобігти формуванню внутрішньої профспілки, покладаючись на положення Закону про національні трудові відносини, яке забороняло формування профспілок самою компанією, її менеджментом. Розглянувши обставини справи, Бідл дійшов висновку, що внутрішня профспілка, про яку йшлося у справі, була профспілкою, створеною власне працівниками компанії, а не менеджментом компанії. На цій підставі Бідл відмовився застосовувати рішення Національної ради, яке приписувало Swank Products не визнавати внутрішню профспілку.
У колективному трудовому спорі Бідл ухвалив рішення на користь профспілок. У цій справі перед апеляційним судом постало питання, чи має право федеральний суддя забороняти дії представників профспілок, зокрема, страйк та пікетування. Закон Норріса-Ла Ґуардія не дозволяв федеральним судам видавати заборони, зокрема, на страйк та пікетування. Позивач, компанія Wilson & Co, вказував на те, що страйк та пікетування, організовані профспілками, були незаконними відповідно до законодавства Пенсільванії. Бідл на це відповів, що в контексті Закону Норріса-Ла Ґуардія законність чи незаконність страйку та пікетування не мала значення, і дійшов висновку, що у цій справі федеральний суд не мав права видавати заборону.

## Діяльність на посаді Генерального соліситора США
За час перебування на посаді Генерального соліситора США Бідл виграв 15 з 16 справ, у яких він представляв уряд США у Верховному суді США. Однією з найважливіших таких справ була справа «США проти Darby Lumber Co». У цій справі перед Верховним судом постало питання два головних питання: (1) чи має Конгрес конституційні повноваження забороняти поставки між штатами пиломатеріалів, вироблених працівниками, чия заробітна плата нижча встановленого мінімуму або тижнева кількість робочих годин із такою оплатою праці більше встановленого максимуму; та (2) чи має Конгрес повноваження забороняти наймання робітників у виробництві товарів «торгівлі між штатами» за оплату праці та години, відмінні від встановлених федеральними стандартами праці. Верховний суд США одностайно дав ствердну відповідь на обидва питання.
Іншою важливою справою була справа «США проти Appalachian Power Co», в якій Верховний суд США вирішував, чи може уряд США заборонити будівництво та експлуатацію гідроелектричної греблі на несудноплавній річці. За тодішнім законодавством особи, які мали намір побудувати греблю в несудноплавній річці, могли подати до Федеральної комісії з енергетики декларацію про наміри. Якщо після розслідування Комісія встановить, що інтереси міжштатної чи зовнішньої торгівлі не будуть зачеплені, надається дозвіл на будівництво. Без такого дозволу будівництво не дозволялось. Компанія Appalachian Power Co стверджувала, що уряд США має повноваження щодо надання дозволів на будівництво та експлуатацію греблі тільки, коли мова йде про судноплавні річки. Верховний суд США не погодився із цим аргументом, вказавши, що уряд США має повноваження регулювати торгівлю на водах США, а регулювання діяльності на судноплавних річках є лише частиною цього повноваження.

## Діяльність на посаді Генерального прокурора США

### Переслідування членів Соціалістичної робітничої партії США
У 1936 році президент США Франклін Рузвельт, занепокоєний діяльністю фашистських груп, а також комуністичних організацій на території США, попросив тодішнього керівника Федерального бюро розслідувань Едгара Гувера розслідувати діяльність, яка могла «вплинути на економічне та політичне життя країни в цілому» як лівих, так і правих організацій. У 1938 році члени лівого руху, деякі з яких були членами Соціалістичної робітничої партії США, започаткували Оборонну гвардію профспілок (англ. Union Defense Guard; UDC) для захисту членів профспілок, а також майна профспілок від Срібних сорочок — фашистської організації, створеної у 1933 році (пізніше перетворилась на Срібний легіон). Таким чином, члени лівого руху, звернули на себе увагу Федерального бюро розслідувань. У 1939 році Соціалістична робітнича партія, а також філіал профспілки Міжнародне братство водіїв вантажівок у Міннеаполісі, Міннесота, стали об'єктами розслідувань ФБР.
У 1940-41 роках всередині міннеаполіського філіалу Міжнародного братства водіїв вантажівок серед деяких членів назрівало невдоволення тим, що місцеві профспілкові лідери, які також були членами Соціалістичної робітничої партії США, жертвували місцевими профспілковими інтересами на користь інтересів партії. Деякі члени місцевої профспілки, які також були членами партії, не поділяли революційних цілей партії. Крім того, серед деяких членів місцевої профспілки зростало почуття, що партія становила загрозу для профспілки. Дисиденти профспілки були занепокоєні тим, що лідери профспілки перетворюють її на інструмент Соціалістичної робітничої партії, вимагаючи від членів віддавати партії 10 відсотків свого щотижневого заробітку, сприяючи продажу партійної літератури в штаб-квартирі профспілки та виступаючи там про необхідність захоплення робітниками контролю над промисловістю та урядом. Є версія, що серед дисидентів профспілки були інформатори ФБР, які інформували Бюро про конфлікт у середині місцевої профспілки.
У 1941 році виключений з профспілки дисидент опублікував адресованого членам профспілки відкритого листа, в якому оголошував, що буде домагатись розслідування профспілкою діяльності лідерів місцевої профспілки через їхню «підривну» діяльність. Виконавчий комітет профспілки зрештою втрутився у конфлікт у міннеаполіському філіалі профспілки. Крім того, ситуація привернула увагу Міністерства юстиції США, оскільки у звітах ФБР стверджувалось, що лідери міннеаполіського філіалу Міжнародного братства водіїв вантажівок, які також були членами Соціалістичної робітничої партії США, неодноразово обговорювали насильницьке повалення уряду і підрив морального духу в збройних силах, але також мали запас зброї, готової до «революції». Зрештою, у міннеаполіській профспілці трапився розкол: частина, очолювана членами Соціалістичної робітничої партії, вступила в асоціацію з профспілкою Конгрес промислових профспілок. З цього приводу президент Міжнародного братства водіїв вантажівок Деніел Дж. Тобін послав до Білого дому телеграму, в якій висловлював занепокоєння небезпекою, яку на його думку становили лідери відколотої міннеаполіської профспілки. В телеграмі також зазначалось, що ці лідери виступали проти війни у Європі, а також, що в їхньому розпорядженні була Оборонна гвардія профспілок. Губернатор Міннесоти Гарольд Стассен просив Бідла відкрити справу проти лідерів міннеаполіського філіалу Міжнародного братства водіїв вантажівок. За наказом Бідла ФБР почало будувати справу на підставі порушення Закону Сміта.
27 червня 1941 року федеральні агенти здійснили обшук у офісах Соціалістичної робітничої партії США у Міннеаполісі та Сент-Полі. Конгрес промислових профспілок та Соціалістична робітнича партія стверджували, що цей крок був атакою на робітничий рух. Бідла також звинувачували у тому, що він втрутився у внутрішній профспілковий спір, займаючи одну із сторін. Бідл, своєю чергою, стверджував, що справа не мала нічого спільного із профспілковим спором. Він наполягав на тому, що кримінальне переслідування було «порушено згідно з кримінальним кодексом США проти осіб, які брали участь у злочинній підбурювальній діяльності». Всередині Міністерства юстиції США також існувала опозиція переслідуванню членів Соціалістичної робітничої партії: у доповідній записці Бідлу Едвард Ф. Прічард, спеціальний помічник Генерального прокурора, рішуче протестував проти запланованого висунення обвинувачень проти членів Соціалістичної робітничої партії, стверджуючи, що вони являють собою «явний відхід від тієї відрази до придушення непопулярних політичних поглядів, якої завжди тримались прихильники конституційних свобод».
Тим не менш, 15 липня 1941 року Бідл видав обвинувальні акти щодо 21-ого члена Соціалістичної робітничої партії США. В обвинувальних актах говорилось, що члени обвинувачуються у незаконній змові насильно знищити уряд США, яка полягала в тому, що вони заохочували членів партії та інших приєднатися до них у повстанні проти уряду, навчаючи, що робітники та фермери повинні взяти контроль над країною. Крім того, в обвинувальних актах стверджувалося, що обвинувачені зайняли «ключові посади в усіх основних галузях промисловості» та в профспілках, щоб паралізувати національну економіку, що мало стати першим кроком у революції. На додаток, стверджувалося, що обвинувачені проникли в армію, щоб підірвати її ефективність, і створили озброєну Оборонну гвардію профспілок, яка мала діяти як ядро пролетарської армії, «щоб повалити, знищити та усунути силою належним чином створений конституційний уряд США». В актах також говорилось, що з цією метою обвинувачені накопичили зброю та брали свої накази з вчень Володимира Леніна та Льва Троцького.
Крім того, зазначені члени Соціалістичної робітничої партії США обвинувачувались у порушенні Закону Сміта, а саме у «навмисному наданні порад про непідпорядкування в збройних силах і поширення літератури з тією самою метою», а також у свідомій та навмисній пропаганді, свідомому та навмисному підбуренні, свідомих та навмисних порадах, свідомому та навмисному навчанню про обов'язок, необхідність, бажаність і доречність насильного повалення та знищення уряду США. Крім того, їх обвинувачували у друці, публікації, виданні, написанні та поширенні відповідної літератури, організації груп та товариств для навчання поваленню уряду, а також у членстві таких груп та товариств.
Суд над обвинуваченими членами Соціалістичної робітничої партії США проходив з 27 жовтня до 29 листопада 1941 року. За результатами судового розгляду було засуджено 18 осіб, 12 з яких — до 6-ти місячного позбавлення волі, а 6 — до річного позбавлення волі.

### Політика щодо японців, німців та італійців, що проживали у США
7 та 8 грудня 1941 року, після нападу на Перл-Гарбор, президент США Франклін Рузвельт видав 3 прокламації, - Прокламацію № 2025, Прокламацію № 2026 та Прокламацію № 2027, які фактично проголошували відповідно громадян  Японії, Німеччини та Італії, натуралізованих громадян США з цих країн, а також тих, хто народився на території цих держав, ворожими іноземцями. Цими прокламаціями Рузвельт, зокрема, уповноважував Генерального прокурора США забезпечити виконання такими особами правил, зазначених в прокламаціях, на території континентальних Сполучених Штатів, Пуерто-Ріко, Віргінських островів і Аляски. У прокламаціях, зокрема, зазначалось, що на ворожих іноземців накладатимуться обмеження, а також, що вони можуть бути депортовані з США.

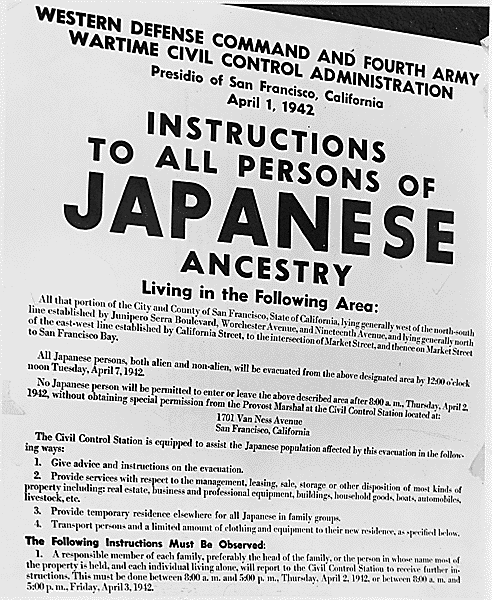
Оголошення, що сповіщало осіб японського походження про евакуацію

27 грудня 1941 року Бідл видав наказ, відповідно до якого усі громадяни Німеччини, Італії та Японії, які проживали на Західному узбережжі США та мали короткохвильові радіоприймачі або камери, зобов'язувались здати їх місцевій поліції. Невиконання цього наказу мало наслідком арешт, за яким зазвичай слідувала відправка у табори для інтернованих. Водночас Бідл закликав роботодавців не звільняти лояльних іноземців. Він зазначив, що до Міністерства юстиції США доходили справи про звільнення працівників на підставі туманних підозр у нелояльності. Бідл нагадав роботодавцям, що серед п'яти мільйонів іноземців, які проживали у США, менше ніж 3000 були заарештовані «як небезпечні». На 7 січня 1942 року було вже заарештовано 3234 громадян Німеччини, Італії та Японії, серед них 1313 — громадян Німеччини, 241 — громадян Італії, 1680 — громадян Японії (ці цифри не включали заарештованих військовою розвідкою громадян цих країн на Гаваях, Алясці та Філіппінах). Серед 6 мільйонів іноземців, які проживали у США, 1 100 000 іноземців були ідентифіковані як іноземці-громадяни ворожих держав.
На початку 1942 року ворожим іноземцям приписувалось пройти ідентифікацію та реєстрацію, а також отримати свідоцтво про ідентифікація. Зокрема, на Західному узбережжі США іноземцям німецького, італійського та японського походження потрібно було з'явитись до поштмейстера у період між 2 та 7 лютого 1942 року для отримання сертифікатів про ідентифікацію.

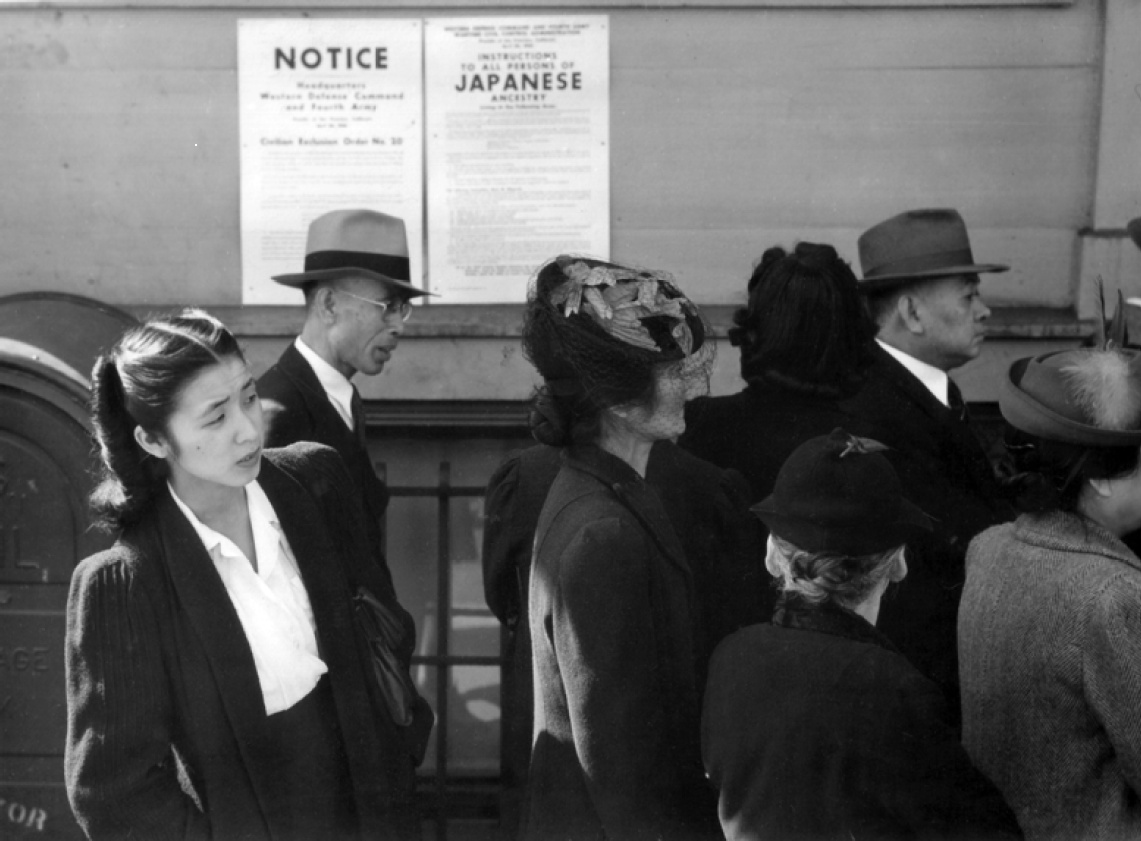
Японські американці навпроти оголошень про евакуацію

19 лютого 1942 року Франклін Рузвельт видав Виконавчий наказ № 9066, яким уповноважував Військового міністра США, а також військових командувачів, визначати військові зони та режим, що мав діяти у таких військових зонах. Зокрема, наказ уповноважував визначати, що будь-які особи можуть бути виключені з таких військових зон, або, що право будь-яких осіб на в'їзд, перебування та виїзд із цих зон може бути обмежено. Цей наказ був виданий, щоб створити юридичну базу для евакуації та інтернування японців та американців японського походження із зон, визначених військовими. Відповідно до Веґліна, рішення про таку евакуацію та інтернування було ухвалено ще 11 лютого 1942 року. Байто також пише, що саме 11 лютого 1942 року Рузвельт дав «карт-бланш» військовому міністру Генрі Стімсону на масову евакуацію та масове інтернування. Дістасі пише, що 9 лютого Бідл заявив, що, якщо військові наполягатимуть на масовій евакуації, Міністерство юстиції не зможе і не буде брати участь у такій евакуації. Тим не менш Бідл вирішив не пручатись планам по евакуації та інтернування японців та американців японського походження, хоча юристи Міністерства юстиції США наполегливо доводили йому, що евакуація однієї расової групи була б неконституційною і, навіть, нашвидкуруч перевірив текст проекту Виконавчого наказу № 9066, перед тим, як надати його на розгляд Рузвельту. Пізніше Бідл пояснював свою нерішучість тим, що він був новим членом в уряді США, та був несхильним наполягати на своїй думці перед старшими державними діячами, «чию мудрість та порядність» він дуже поважав.

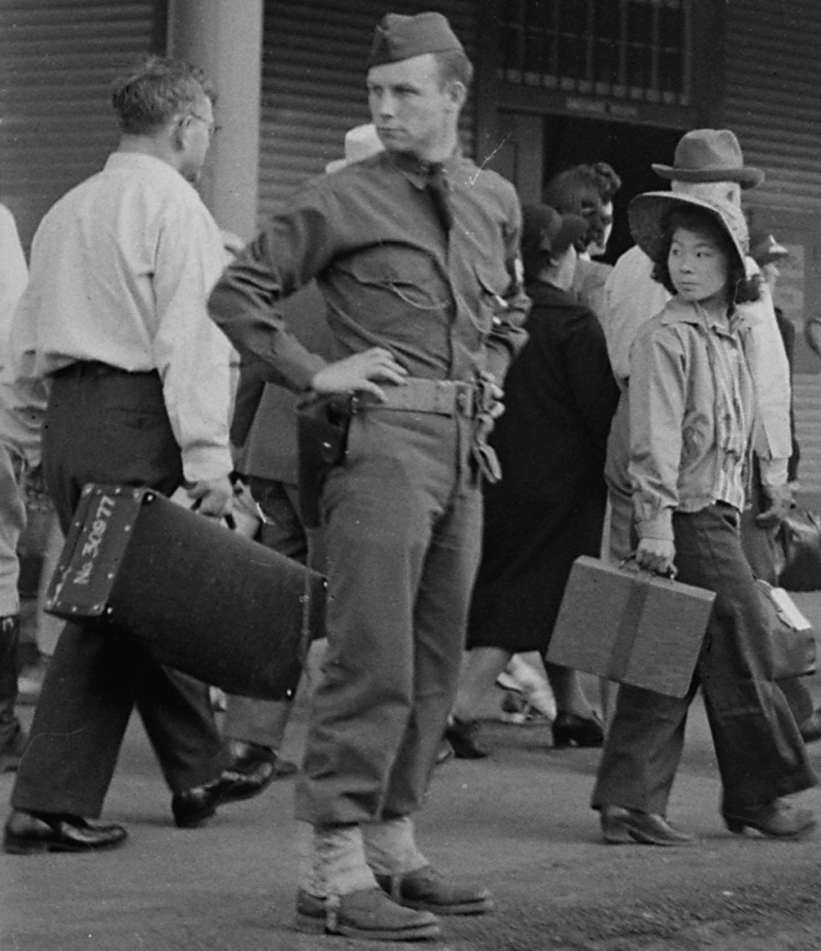
Військова поліція з жінкою та валіза затриманого під номером 30977, Вудленд, округ Йоло, Каліфорнія

Незабаром після видання Виконавчого наказу № 9066 всім американським громадянам японського походження було заборонено жити, працювати або подорожувати на Західному узбережжі США. Така ж заборона стосувалась поколінь японських іммігрантів, яким, згідно з федеральним законом і незважаючи на тривале проживання в США, не дозволялося стати американськими громадянами. Збройні сили США спочатку вивезли японців та американців японського походження до «збірних центрів» — тимчасових приміщень на іподромах і виставкових майданчиках, — а потім до «центрів переселення» — казармових таборів, переважно в безлюдних районах Заходу США. Табори були оточені колючим дротом і охоронялися військовою поліцією. Виїзд був дозволений лише після перевірки лояльності на умовах, встановлених за погодженням з військовими Управління військового переміщення, цивільним агентством, яке керувало таборами. Багатьом із тих, хто був вивезений із Західного узбережжя, зрештою дозволили покинути табори, щоб вступити до армії, вступити до коледжу за межі Західного узбережжя чи будь-якої іншої доступної роботи у приватній сфері. Однак більшість інтернованих японців та американців японського походження провели воєнні роки у таборах, а звільненим з таборів заборонялось повертатись до своїх домівок та роботи на Західному узбережжі до грудня 1944 року. Ця політика торкнулась 120 000 осіб. Масова примусова евакуація та затримання не застосовувалась до американців німецького та італійського походження. Офіційні дії проти ворожих іноземців інших національностей були набагато більш індивідуалізованими та вибірковими, ніж ті, що застосовувалися до етнічних японців.
Міністерство юстиції США інтернувало зі Східного узбережжя США німців-іноземців, яких вважали небезпечними, а невелику кількість американців німецького походження було індивідуально переміщено з прибережних районів після перегляду їхніх особистих справ. Примусове переміщення або затримання деяких категорій німців-іноземців розглядалося, але було відхилено. Кільком тисячам німців та італійців було наказано переїхати з «заборонених ділянок» військової зони № 1. Бідл наполіг на тому, щоб було зроблено виключення для деяких категорій німців та італійців: німців та італійців віком 70 років і старше; для тих, у кого близькі родичі були у Збройних силах США; тих, хто чекав на натуралізацію и сплатив відповідні збори до 7 грудня 1941 року; для хворих пацієнтів установ, якщо переміщення було ризиком для їхнього життя; для дітей в дитячих будинках; а також для повністю сліпих та глухих осіб.
12 жовтня 1942 року Бідл, виступаючи на Дні Колумба у Карнеґі-холі, оголосив, що зі всіх 600 000, окрім 228, ненатуралізованих італійців знімаються раніше накладені обмеження. Це означало, що тепер італійці могли вільно подорожувати, їм не потрібно отримувати дозвіл від уряду на переїзд, вони могли мати вдома зброю, фотоапарати та короткохвильові радіостанції. У березні 1943 року Бідл виявляв небажання порушувати кримінальні справи проти німців та італійців, які порушували військові накази, на що Франкліну Рузвельту жалівся Військовий міністр Генрі Стімсон. Бідл надав Рузвельту наступні пояснення: він не переслідував за порушення тих військових наказів про евакуацію та виключення із військових зон, які йому здавались неконституційними. У грудні 1943 року Бідл писав Рузвельту, що тримання лояльних американських громадян у концентраційних таборах більше, ніж було необхідно, було небезпечним та суперечило принципам американського урядування.

### Переслідування членів правого руху
Після атаки на Перл-Гарбор США вступили до Другої світової війни. Водночас в країні залишались люди, які були проти участі США у війні. Деякі з них були американськими ізоляціоністами, а деякі сповідували праві погляди. Серед останніх були ті, що вважали, що США знаходяться під міжнародним управлінням євреїв, комуністів, міжнародних банкірів та британців. Вони висловлювали свої погляди через бюлетені та виступали у невеликих аудиторіях по всій країні. Ліберально налаштована частина суспільства вважала їх фашистами та заколотниками, і тиснула на Бідла, щоб він придушив їхню діяльність. Однак спочатку Бідл наполягав на тому, що критики війни захищені Першої поправкою до Конституції США, яка гарантує свободу висловлювань. Така позиція засуджувалась антифашистами, і навіть, президент США Франклін Рузвельт докоряв за таку позицію. Вже весною 1942 року Міністерство юстиції США почало кампанію з переслідування членів правого руху.
У березні 1942 року був заарештований Джордж В. Крістіанс, засновник організації «Хрестоносні Білі Сорочки», яка пов'язувала себе із фашистськими цілями. Його обвинувачували у порушенні Закону Сміта, а саме, у «висловлені солдатам заяв із метою ослаблення їхнього бойового духу». Також були заарештовані засновник фашистської організації «Срібний легіон Америки» Вільям Дадлі Пеллі, якого обвинуватили у порушенні Закону про шпигунство 1917 року за пропагування непідпорядкування в армії.
У липні 1942 року Бідл схвалив висунення обвинувачення у змові з метою порушення як Закону про шпигунство, так і Закону Сміта проти тридцяти діячів правого руху, серед яких були антикомуністична та антивоєнна активістка Елізабет Діллінг, Вільям Дадлі Пеллі, та економіст та пропагандист фашизму Лоуренс Денніс. Процес над цими діячами називали «Великим судовим розглядом заколоту» (англ. the Great Sedition Trial). Справа уряду США проти цих діячів була слабкою: у прокуратури не було жодних доказів фактичної змови між обвинуваченими, а також доказів прямих зв'язків з урядом Німеччини. Судовий процес завершився у зв'язку із раптовою смертю судді Едварда К. Ейчара та оголошенням неправильного судового розгляду.

### Справа німецьких диверсантів
У червні 1942 року вісім німецьких диверсантів висадилися у США, двоє з них негайно здалися Федеральному Бюро Розслідувань, яке спочатку відмовилося повірити в їхню історію. Тодішній директор Федерального Бюро Розслідувань Едгар Гувер доповів президенту США Франкліну Рузвельту про диверсантів. На підставі свідчень диверсантів, які здались ФБР, Бідл підготував для Рузвельта доповідну записку, в якій зазначав, що мало місце «перше виявлення точних доказів» про диверсійну змову Нацистської Німеччини проти США. Незабаром усіх вісьмох диверсантів заарештували. Порадившись із суддею Верховного суду США Феліксом Франкфуртером, що Семюел Волкер називає неналежною консультацією, Рузвельт видав указ про створення спеціальної військової комісії для суду над диверсантами. Добс пише, що Бідл підтримував ідею спеціальної військової комісії, зокрема, тому, що у цивільному суді було б важко довести спробу диверсії.
Усіх вісьмох диверсантів визнали винними. Верховний суд США у справі «Від імені Квіріна» (англ. Ex parte Quirin) дійшов висновку, що створення військової комісії було конституційним. Зокрема, Голова Верховного суду США Гарлан Ф. Стоун, який написав думку від більшості, вказав на те, що закони війни по-різному визначають правила поводження із законними на незаконними комбатантами: законні комбатанти підлягають захопленню та утриманню як військовополонені військовими силами противника, в той час, як незаконні комбатанти також підлягають захопленню та затриманню, але, крім того, вони підлягають суду та покаранню військовими трибуналами за дії, які роблять їх воєнні дії незаконними.Двоє диверсантів, які співпрацювали з прокуратурою, отримали тюремні строки, а інших шістьох — стратили.

## Суддівство на Нюрнберзькому процесі

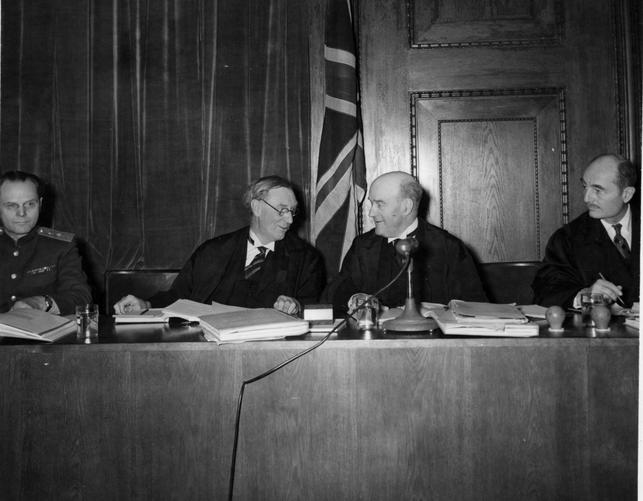
Бідл (крайній праворуч) з іншими суддями на Нюрнберзькому процесі (зліва): Іона Нікітченко з СРСР та Норман Біркетт і Джеффрі Лоуренс з Великобританії

Першим питанням, з яким Бідлу довелось зіткнутись під час Нюрнберзького процесу, це принцип, відповідно до якого не може бути злочину та покарання за нього, інакше ніж на підставі вже існуючого закону (nullum crimen, nulla poena sine praevia lege poenali). У своїх нотатках від 16 березня 1946 року Бідл писав, що «принцип nullum crimen nulla poena не є обмеженням суверенітету, і за певних обставин, зокрема в міжнародному праві, суверенна влада може розглядати деякі дії як злочини, які не були визначені як злочини під час їх вчинення». Він погоджувався із позицією Доннедьє де Вабра, французького судді на Нюрнберзькому процесі, що доктрина nullum crimen nulla poena був властивим для внутрішніх правових систем, а не для міжнародного права. Періско пише, що в Бідла були свої мотиви зайняти таку позицію: він не хотів втрати шанс взяти участь у процесі. Ще по дорозі до Німеччини він обговорював зі своїми помічниками проблему ретроактивності закону, оскільки Нюрнберзька Хартія, відповідно до якої мав відбуватись судовий розгляд, була прийнята вже після злочинів, за які збирались судити нацистів. В останній день обговорень Бідл зазначив, що Нюрнберзька Хартія не передбачала власного оскарження, і тому, він має або підтримати її, або відмовитись брати участь у Нюрнберзькому процесі до його початку.
При розгляді процесуальних питань Бідл чітко тримався положень Нюрнберзької Хартії. Віце-фюрер Третього Рейху Герман Ґерінг вимагав, щоб на суді його захищав Отто Штамер, який, на думку Бідла, був нерозкаяним нацистом. При обговоренні питання, чи задовольнити клопотання Ґерінга, Бідл висловився наступним чином: Нюрнберзька Хартія чітко проголошувала, що підсудним дозволяється обирати захисників на свій розсуд, і, що Хартія не передбачала, що із кола захисників мають бути виключені нацисти, комуністи, тощо. Бідл також критично ставився до роботи свого колишнього шефа, судді Верховного суду США, Роберта Джексона, який на Нюрнберзькому процесі був Головним обвинувачем від США. Наприклад, Бідл писав своїй дружині, що перехресний допит Ґерінга Джексоном був слабким. За словами Бідла, Ґерінг вислуховував кожне питання, і, не поспішаючи, добре відповідав, в той час, як Джексон, не слухав відповідей та залежав від своїх записів, що, на думку Бідла, було ознакою слабкості. Бідл також часто голосував проти позицій, висловлених Джексоном.
Підсудним на Нюрнберзькому процесі були висунуті обвинувачення по чотирьом пунктам: 1) змова (участь лідером, організатором, підбурювачем та співвиконавцем у формулюванні або виконанні спільного плану або змові вчинити злочини проти миру, військові злочини та злочини проти людства) ; 2) злочини проти миру (планування, підготовка, ініціювання та ведення агресивної війни); 3) порушення традиційних законів війни та правил ведення війни (жорстоке поводження з військовополоненими, вбивства та руйнування, невиправдані військовою необхідністю); 4) злочини проти людства (вбивство, винищення та переслідування з релігійних, расових або політичних підстав, якщо пов'язано з будь-якою іншою дією, яка розслідувалась військовим трибуналом у Нюрнберзі.
Бідл, які і всі інші судді, дійшов висновку, що Герман Ґерінг був винним по всім чотирьом пунктам обвинувачення, і голосував за його страту через повішання. Щодо рейхсміністра та заступника Гітлера по НСДАП Рудольфа Гесса, Бідл дійшов висновку, що той був винним у змові та злочинах проти миру, однак невинуватим по іншим двом пунктам обвинувачення, і голосував відповідно. Крім того, Бідл голосував проти страти Гесса, і, натомість, — за його довічне ув'язнення. Бідл визнав Йоахіма фон Ріббентропа, міністра закордонних справ Третього Рейху, винним по всім чотирьом пунктам обвинувачення і, голосував за його страту через повішення.
Також винними по всім чотирьом пунктам обвинувачення, відповідно до голосування Бідла були: начальник штабу Верховного головнокомандування збройними силами Німеччини Вільгельм Кейтель, рейхсміністр окупованих східних територій Альфред Розенберг та генерал-полковник Вермахту Альфред Йодль. Бідл голосував за визнання винними за трьома останніми пунктами обвинувачення (крім змови) щодо наступних підсудних: рейхспротектора Богемії та Моравії Вільгельма Фріка та рейхсміністра економіки та голови Райхсбанку Вальтера Функа. На додаток, Бідл голосував за визнання винними лише у порушеннях законів та правил ведення війни, та у злочинах проти людства керівника Головного управління імперської безпеки Ернста Кальтенбруннера, генерал-губернатора Генеральної губернії (центрально-східна частина Польщі) Ганса Франка, Генерального уповноваженего з використання робочої сили в системі чотирирічного плану, гауляйтера та рейхсштатгальтера Тюрингії Фріца Заукеля, рейхсміністра озброєнь та припасів Альберта Шпеера та рейхсміністра у справах НСДАП Мартіна Бормана. Бідл голосував за винуватість підсудних лише за одним пунктом обвинувачення — злочини проти людства, коли йшлося про гауляйтера Франконії Юліуса Штрайхера та рейхс'юґендфюрера та гауляйтера Відня Бальдура фон Шираха.
Бідл прислуховувався до думки інших суддів: так, за наполяганням інших суддів він погодився змінити свою позицію щодо вироку головнокомандувачу Крігсмаріне Карлу Деніцу. Спочатку Бідл відмовлявся визнавати Деніца винним у злочинах проти миру та правил ведення війни. Під час обговорень, коли йшлося про морську війну він зазначив: «Німеччина вела чистішу війну, ніж ми». Однак в обмін на те, що вирок напише сам Бідл, він погодився визнати Деніца винним у злочинах проти миру та правил ведення війни. Також, спочатку Бідл стояв на позиції, що Ялмар Шахт, рейхсміністр економіки у довоєнний час, був винним за першим пунктом обвинувачення (змова), але зрештою, коли зрозумів, що інші судді визнають Шахта невинуватим, також змінив свою позицію.

## Особисте життя
У Бідла та його дружини Кетрін було двоє синів: Едмунд Рендольф (народився у 1921 році) та Ґаррісон Чапін (народився у 1923 році). Ґаррісон помер у семирічному віці.

## Праці Бідла
- «Зразок Лланфіра», 1927 (англ. The Llanfear Pattern) — сатиричний роман про вершки філадельфійського суспільства;
- «Пан суддя Голмс», 1942 (англ. Mr. Justice Holmes) — біографія судді Верховного суду США Олівера Венделла Голмса;
- «Демократичне мислення та війна», 1944 (англ. Democratic Thinking and the War) — книга на основі лекцій, прочитаних Бідлом у 1942-43 роках, коли він був Генеральним прокурором США;
- «Найкраща надія світу», 1949 (англ. The World's Best Hope);
- «Страх свободи» (англ. The Fear of Freedom), 1951;
- «Суддя Голмс, Природне право та Верховний суд», 1961 (англ. Justice Holmes, Natural Law, and the Supreme Court);
- «Звичайне минуле», 1961 (англ. A Casual Past) — перша частина автобіографії;
- «Недовго при владі», 1962 (англ. In Brief Authority) — друга частина автобіографії.

## В популярній культурі
Бідла грали наступні актори в кіно та серіалах:
- Лен Каріу, канадський актор, у канадсько-американському телесеріалі 2000 року «Нюрнберг» (англ. Nuremberg)[61]
- Філіп Гарві, у німецькому мінісеріалі 2005 року «Шпеер і Ер» (нім. Speer und Er)[62]
- Олексій Попов, у російському фільмі 2023 року «Нюрнберг» режисера Миколи Лебедєва[63]